# 穂積賀枯
穂積 賀枯（ほづみ の かこ、生没年不詳）は、奈良時代の貴族。姓は朝臣。官位は従五位下・散位頭。名は賀祐（かう）とも記される。

## 経歴
桓武朝の延暦2年（783年）正月、大伴真麻呂・藤原雄友・紀田長らとともに、正六位上から従五位下に叙爵されている。同年2月、栄井道形の後任の主税頭に任命される。
同3年（784年）7月日、主税頭を石川宿奈麻呂と交替し、5月になくなった百済王利善の後任の散位頭に就任。以後の経歴は不明である。

## 官歴
『続日本紀』による。
- 時期不詳：正六位上
- 延暦2年（783年）正月16日：従五位下。2月25日：主税頭
- 延暦3年（784年）7月4日、散位頭